# ニコラス・カルドア
ニコラス・カルドア、カルドア男爵（Nicholas Kaldor、Baron Kaldor、1908年5月12日 - 1986年9月30日）は、ハンガリー生まれのイギリスの経済学者。ハンガリー名はカールドル・ミクローシュ（Káldor Miklós）。ナイトを授与され「サー・カルドア」とも、一代貴族としてカルドア男爵に叙されたため「カルドア卿」とも呼ばれる。

## 略歴
- 1908年 ハンガリーのブダペストにおいて、父親は弁護士である裕福なユダヤ人家庭に生まれる。2人の息子が亡くなり、娘が1人残されているところに誕生した。
- 1914年 6歳から学校に通い始める。
- 1918年 10歳でブダペスト大学の管理するモデル・ギムナジウムに移った。
- 1925年 ベルリン大学で18か月（1925年10月～1927年春）学ぶ。
- ハンガリーの新聞の外国派遣通信員として働く。
- 1927年 イギリスに渡る。当初は、ロンドン・スクール・オブ・エコノミクス（LSE）で学位を取るつもりはなく、ジャーナリストの仕事も行っていた。
- 1930年 ロンドン・スクール・オブ・エコノミクス（LSE）を卒業。ライオネル・ロビンズの推薦によりresearch studentになる。
- 1932年 講師補（Assistant)となる。
- 1934年 Clarissa Goldsmith（Goldschmidt）と結婚。
- 1935年 - 1936年 Rockefeller Research Fellowshipを与えられハーバード大学へ行く。
- 1941年 LSEの講師となる。
- 1942年 LSEのリーダー（准教授）となる。
- 第2次世界大戦中は、国民所得会計の整備やベヴァリッジ・レポートの立案などの仕事を行う。
- 1947年 LSEに休暇願を出すも許可されず、辞任の上欧州経済委員会研究・計画局の局長につく（2年半）。
- 1949年 ケンブリッジ大学キングズ・カレッジの研究員として大学に戻る。
- 1952年 ケンブリッジ大学キングズ・カレッジのリーダー（准教授）になる。
- 1964年 イギリス労働党のアドバイザーとなる（1964～8年、1974～6年）。
- 1966年 ケンブリッジ大学教授となる。
- 1974年 一代貴族をえ、カルドア男爵（Baron Kaldor）と呼ばれる。
- 1986年 ケンブリッジ州Papworth Everardで死去（78歳）。

## 人物
- イギリス労働党のブレーンでもあり、財務大臣顧問を勤めた。彼がイギリスの経済・経済体制に与えた影響は大きい。
- 政策家としての側面だけではなく学者としてもケインズサーカスの一員とされ、経済学においてマクロ経済学を立脚させた立役者の一人である。
- 厚生経済学における補償原理はカルドアの名前を冠してカルドア・ヒックス基準と呼ばれる。
- 政策面で、イギリスのECへの加盟問題に強く反対したが、イギリスは1973年1月から加盟した。また、マネタリズムの理論的問題点を指摘して、マーガレット・サッチャーのマネタリズム政策にも強く反対した。
- 受賞こそしなかったがノーベル経済学賞候補と長年目されていた。
- 妻Clarissa Goldsmithと結婚し、ケンブリッジで生活。娘4人のうち、オックスフォード大学経済発展論教授フランセス・スチュワート、LSEのHuman Security教授メアリー・カルドアなどがいる。
- 長期的経済成長をする国を観察してまとめた6つの事実は「カルドアの定型化された事実」と呼ばれる[1][2]。

## 日本語訳著書

### 単著
- 『英國の戰時財政と國民所得』、杉本俊朗訳、渡辺経済研究所、1942年
- 『総合消費税』、時子山常三郎監訳、東洋経済新報社、1963年
- 『経済安定と成長』、中村至朗訳、大同書院、1964年
- 『マネタリズム――その罪過』、原正彦・高川清明共訳、日本経済評論社、1984年
- 『経済成長と分配理論――理論経済学続論』ポスト・ケインジアン叢書12、笹原昭五・高木邦彦共訳、日本経済評論社、1989年
- 『貨幣・経済発展そして国際問題――応用経済学続論』ポスト・ケインジアン叢書27、笹原昭五・高木邦彦・松本浩志・薄井正彦共訳、日本経済評論社、2000年

### 共著
- （M・フリードマン、R・M・ソロー共著）『インフレーションと金融政策』、新飯田宏訳、日本経済新聞社、1972年
- （ルイジ・L・パシネッティ、P・A・サミュエルソン、F・モディリアニ、ジョーン・ロビンソン、ロバート・M・ソロー共著）『マクロ分配理論――ケンブリッジ理論と限界生産力説』、富田重夫訳、学文社、1973年（増補版1982年）